# Saint-Paul (Vosges)
Saint-Paul is een gemeente in het Franse departement Vosges (regio Grand Est) en telt 120 inwoners (1999). De plaats maakt deel uit van het arrondissement Neufchâteau.

## Geografie
De oppervlakte van Saint-Paul bedraagt 4,9 km², de bevolkingsdichtheid is 24,5 inwoners per km².
De onderstaande kaart toont de ligging van Saint-Paul (Vosges) met de belangrijkste infrastructuur en aangrenzende gemeenten.

## Demografie
Onderstaande figuur toont het verloop van het inwonertal (bron: INSEE-tellingen).